# 조중회

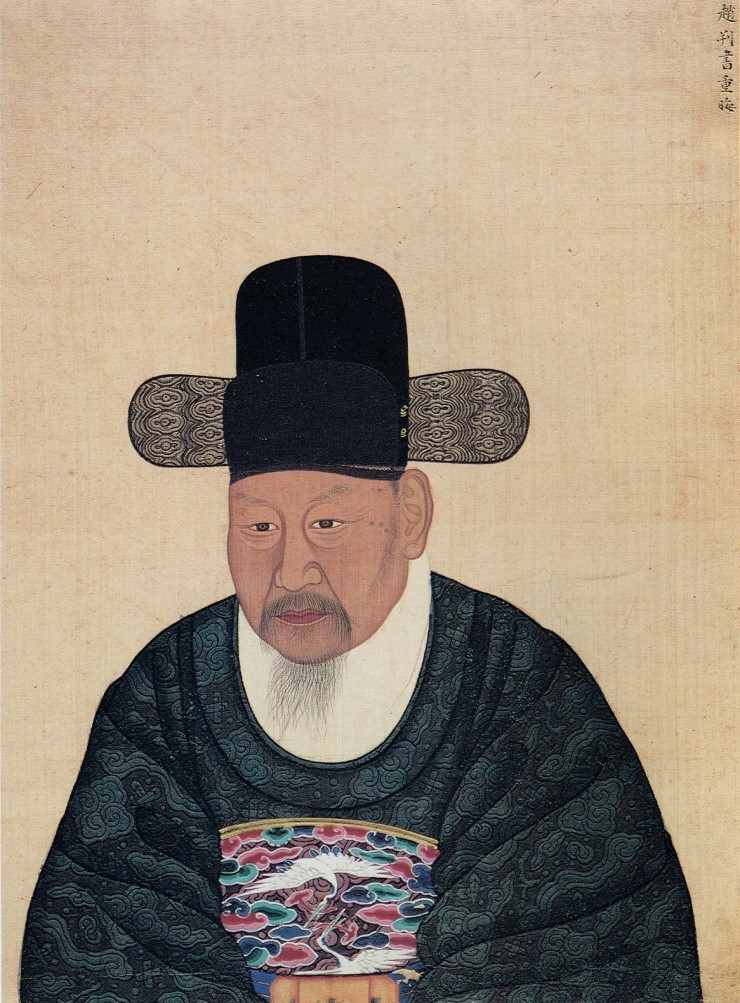
조중회

조중회(趙重晦 ; 1711년 ~ 1782년)는 조선의 문신이다. 자는 익장이고 본관은 함안이다. 영조 때 문과에 급제하였으며, 1757년에 대사간이 되었다. 사도세자(장헌세자)가 뒤주 속에 갇혀 죽게 되었을 때, 왕에게 그를 살려 주어야 한다고 주장하다가 무장으로 유배되었다. 그 뒤 곧 풀려나와 예조판서를 지냈다. 그는 성품이 곧고 결백하여 주위의 유혹에도 아랑곳하지 않았다.